# تطور الزمن
تطور الزمن هو تغير الحالة الناجم عن مرور الوقت الذي ينطبق على الأنظمة ذات الحالة الداخلية. وفي هذه الصيغة، ليس لازما أن يكون الزمن متصلا فقد يكون متقطعا أو حتى منتهيا.